# Император всей Испании
Импера́тор всей Испа́нии (лат. Imperator totius Hispaniae) — титул, периодически употреблявшийся в X—XII веках королями Астурии, Леона, Наварры и Кастилии.

## Титул в X—начале XI веков
Титул Император всей Испании впервые упоминается в Кодексе Роды. В этом манускрипте конца X века Санчо I Наваррский (правил в 905—925) назван Sanzio Garseanis optime imperator, а Ордоньо II Леонский — Ordonii imperatoris, в то время как другие правители Леона и Наварры имеют только титул короля (regis).
В хрониках X века титулом императора наделён и Альфонсо III Великий, однако в современных ему документах подтверждения применения им такого титула нет. Предполагается, что титул Император всей Испании начал употребляться в первую очередь королями Леона как свидетельство их притязаний на гегемонию среди всех христианских государств Пиренейского полуострова. Подобным претензиям способствовали успехи их королевства в Реконкисте. Императорский титул не стал наследственным и не вошёл в постоянную титулатуру правителей Леона. В конце X века титул императора употребляет в своих документах Рамиро III, а в первых десятилетиях XI века каталонский аббат Олиба называет так Альфонсо V и Бермудо III.
В 1034 году, после установления своей власти над большей частью королевства Леон, Санчо III Наваррский принял титул rex Hispaniarum (король Испании). Возможно, что он выпускал монеты, несущие императорский титул — NAIARA/IMPERATOR —, но большинство современных историков считает, что эти монеты чеканились королём Санчо I.

## Титул в XI—XII веках
После победы над своим старшим братом, королём Наварры Гарсией IV, значительно усилившийся Фердинанд I Кастильский в 1056 году вновь принял титул Император всей Испании. Короли Кастилии, на идеологию которых значительное воздействие оказала правопреемственность их королевства от королевства Леон, считали себя законными наследниками королей вестготов и на основании этого претендовали на особую роль среди остальных королей Пиренейского полуострова.
Титул вновь перестал быть востребованным, когда после смерти Фердинанда I произошёл раздел его владений между его сыновьями. Только в 1077 году его второй сын, Альфонсо VI Кастильский, повторно объединив владения отца, короновался Императором всей Испании. Он выдал свою дочь и наследницу Урраку за Альфонсо I Воителя, короля Наварры и Арагона, и тот начал использовать императорский титул после смерти Альфонсо VI в 1109 году. Арагонский король, хотя и управлял Кастилией через брак, никогда не господствовал над Леоном, однако был сильнейшим христианским правителем Пиренейского полуострова в это время. Альфонсо I Воитель умер в 1134 году.
В 1135 году Альфонсо VII был коронован в Леонском соборе Императором всей Испании. Он предпринимал меры для укрепления своего могущества, оказывал поддержку Церкви и участвовал в Реконкисте, пытаясь подчинить своей власти соседние земли. Поэтому он вошел в историю с прозвищем Император, но после его смерти государство было разделено и императорский титул вновь вышел из употребления.

## Императоры всей Испании
- Альфонсо III Великий[1] — король Астурии (866—910)
- Санчо I Гарсес — король Наварры (905—925)
- Ордоньо II — король Леона (914—924)
- Рамиро III — король Леона (966—984)
- Альфонсо V — король Леона (999—1028)
- Бермундо III — король Леона (1028—1037)
- 1034—1035 — Санчо III Великий — король Наварры и граф Арагона с 1000 года, граф Собрарбе-Рибагорсы с 1018 года, граф Кастилии с 1029 года
- 1056—1065 — Фернандо I Великий[1] — король Кастилии с 1035 года, король Леона с 1037 года
- 1077—1109 — Альфонсо VI Храбрый — король Леона с 1065 года, король Галисии и Кастилии с 1072 года
- 1109—1129/1134 — Альфонсо I Воитель[1] — король Наварры и Арагона с 1104 года, соправитель королевства Кастилия (но не Леона) с 1109 по 1114 год
- 1135—1157 — Альфонсо VII Император — король Галисии с 1111 года, король Леона с 1126 года, король Кастилии с 1127 года